# Половина сатанга
Половина сатанга — устаревшая монета в Сиаме, равная 1⁄200 сиамского тикаля. Была отчеканена в 1937 году из бронзы, известны две разновидности — с овальной или круглой «๐» в дате.